# Международен ден на белия бастун
На 6 октомври 1964 година в САЩ с резолюция на Конгреса, HR753, подписана от президента Линдън Джонсън, 15 октомври е обявен за ден на белия бастун. През 1970 година президентът на Международната федерация на слепите обявява 15 октомври за международен ден на белия бастун. 10 години по-късно – февруари 1980, Президиума на Световния съвет за благополучие на слепите (по-голямата и по-стара световна организация на слепите) по предложение на председателя на комитета по рехабилитация взима също решение да препоръча на своите членове да отбелязват 15 октомври като Международен ден на белия бастун.
В изпълнение на решението на Президиума на Световния съвет за благополучие на слепите ръководството на Съюза на слепите в България през месеците септември и октомври на 1980 г. организира редица мероприятия за първото ознаменуване в България на Международния ден на белия бастун. В навечерието на 15 октомври е подготвен и разпратен текст за функциите и значението на белия бастун до всички организации на ССБ. Сред гражданите е разпространена листовка за придвижването на слепите и в какви случаи и как да бъдат те подпомагани от виждащите участници в движението по улиците и пътищата. На 15 октомври по Радио София, програма „Хоризонт“, са излъчени интервю със заместник-председателя на ЦС на ССБ Спас Карафезов и кратък текст за мобилността на слепите, а по програма „Христо Ботев“ – концерт на Професионалния хор на слепите. На 18 октомври националната телевизия излъчва репортаж за живота на слепите. От 14 октомври в продължение на една седмица в кино „Култура“ се прожектира филм за трудово-професионалната реализация на българските слепи „Редом с нас“. В местния и централен печат са отпечатани материали, посветени на слепите хора.